# Everything Is Embarrassing
«Everything Is Embarrassing» (с англ. — «Всё сложно») — песня американской певицы Скай Феррейры из её второго мини-альбома «Ghost» (2012). Премьера песни состоялась на официальном аккаунте певицы в Soundcloud 30 августа 2012 года, после чего, 16 апреля 2013 года была выпущена как сингл. «Песня года» (2012) по версии New York Magazine.

## История создания и релиза
Песня была написана Феррейрой, Девонте Хайнсом из группы Blood Orange, Ариэлем Ракшайдом и была спродюсированна последним. Изначально песня вышла 30 августа 2012 года только на официальном аккаунте певицы в Soundcloud и официально дебютировала на музыкальном сайте Pitchfork. Из-за того, что дата выхода дебютного альбома Скай Феррейры, в который должна была войти песня, постоянно переносилась, певица выпустила её 16 октября 2012 года на мини-альбоме «Ghost», параллельно продолжая работать над первым студийным альбомом. Уже в 2013 году «Everything Is Embarrassing» вышел как самостоятельный сингл, вместе с оригинальной композицией вышли две ремикс-версии: от американского диджея Марка Кинчена (MK) и Оливера Сабина (Unicorn Kid), а также песня «Sad Dreams».
В 2012 году Феррейра дала интервью Pitchfork, в котором сообщила о создании песни: «Дев Хайнс прислал мне демоверсию и я вместе с Ариэлем Ракшайдом изменила некоторые моменты в тексте». В том же году певица рассказала музыкальному веб-журналу Drowned in Sound, из которого стало известно, что изначальная версия песни длилась 5 минут. В сентябре 2014 года в сеть утекла демоверсия песни, которую исполняет продюсер Дев Хайнс. 19 ноября 2013 года Хайнс дал интервью журналу The Fader, в котором заявил: «Скай внесла некоторые структурные изменения в вокал, которые сделали песню ещё лучше», также продюсер сказал, что «гордится» написанной песней и «сам любит её исполнять».

## Композиция и реакция критиков
«Everything Is Embarrassing» объединяет в себе такие жанры, как синти-поп, электропоп, данс-поп, альтернативный поп-рок, синтирок и баллада.
Песня получила положительные отзывы критиков. Сингл получил звание «Лучшей новой песни» по версии издательства Pitchfork на следующий день после выхода.
Американский журналист Джон Караманика в своем обзоре на мини-альбом «Ghost» для The New York Times назвал песню «парадоксальной» и «блестящей», определил жанр - постдиско, а также назвал композицию «неожиданной поп-жемчужиной года».
Ряд журналов, газет, изданий и веб-порталов, среди которых: The Guardian, Los Angeles Times, Pitchfork, Billboard, Spin, Fact и Bangkok Post поместили «Everything Is Embarrassing» в список лучших песен 2012 года.
Композиция стала «Песней года» по версии New York Magazine и редактор Ницух Абебе охарактеризовал композицию «томной», «искрящейся» и «волшебной». Издание отметило, что в отличие от других претендентов на это звание (Среди них были: «I Love It» от шведского дуэта Icona Pop и Charli XCX, «Oblivion» от Граймс, «Hands on the Wheel» от Schoolboy Q и «Call Me Maybe» от Карли Рэй Джепсен), песня Феррейры обладает «простой» и «запоминающейся» мелодией.
Также песня заняла 15 место в ежегодном опросе Pazz+Jop за 2012 год от газеты The Village Voice.
В 2014, через два года после первого выхода сингла Pitchfork поместил композицию Феррейры на 14 место в списке «200 лучших треков десятилетия (2010-2014)». А уже в 2019 году журнал опубликовал список «200 лучших песен 2010-х годов», «Everything Is Embarrassing» расположилась на 12 месте.
В 2018 году NPR Music поставил песню Феррейры на 149 место в списке «200 величайших женских песен 21-го века». Редактор Мария Шерман сказала: «Это песня, в которой говорится о повседневном унижении, это звук сладкого страдания».

## Музыкальное видео
Официальное музыкальное видео вышло 1 октября 2012 года на портале Pitchfork, а на следующей появилось на ютуб-канале Скай Феррейры. Видео было снято режиссером Грантом Сингером, дебютной работой которого был короткометражный фильм «IRL», где Феррейра исполнила главную роль. В черно-белом музыкальном видео певица ходит по метро, детским площадкам и крыше здания Capitol Records в Лос-Анджелесе. Клип был снят за один день без бюджета. Редактор журнала Antidote назвал музыкальное видео «секусуальным» и отметил, что оно снято в стиле «гранж-Мадонны».

## Участники записи
Данные взяты из буклета альбома Night Time, My Time: B-Sides Part 1.

#### Персонал
- Скай Феррейра – вокал
- Ариэль Ракшайд – продюсер, запись, клавишные
- Blood Orange (Девонте Хайнс) – сопродюсер, клавишные
- Рич Кости – сведение
- Крис Касых – звукорежиссер
- Марк Сантанджело – ассистент звукорежиссера
- Ник Роу – редактирование
- Кевин Бартли – мастеринг

#### Студии
- Записано в Heavy Duty Studios, Лос-Анджелес, Калифорния
- Сведено в Eldorado Recording Studios, Бербанк, Калифорния
- Мастеринг в Capitol Mastering, Голливуд, Калифорния

## Чартография
| Чарт (2014)                 | Высшая позиция |
| --------------------------- | -------------- |
| Бельгия/Фландрия (Ultratip) | 20             |
| Бельгия/Валлония (Ultratip) | 46             |

## Список композиций
| №                   | Название                                         | Длительность |
| ------------------- | ------------------------------------------------ | ------------ |
| 1.                  | «Everything Is Embarrassing»                     | 4:09         |
| 2.                  | «Sad Dream»                                      | 3:34         |
| 3.                  | «Everything Is Embarrassing» (MK Remix)          | 5:55         |
| 4.                  | «Everything Is Embarrassing» (Unicorn Kid Remix) | 3:31         |
| Общая длительность: | Общая длительность:                              | 17:09        |

| №                   | Название                     | Длительность |
| ------------------- | ---------------------------- | ------------ |
| 1.                  | «Everything Is Embarrassing» | 4:09         |
| Общая длительность: | Общая длительность:          | 4:09         |

| №                   | Название                                                      | Длительность |
| ------------------- | ------------------------------------------------------------- | ------------ |
| 1.                  | «Everything Is Embarrassing»                                  | 4:10         |
| 2.                  | «Everything Is Embarrassing (Unknown Mortal Orchestra Remix)» | 6:53         |
| Общая длительность: | Общая длительность:                                           | 11:03        |

| №                   | Название                                         | Длительность |
| ------------------- | ------------------------------------------------ | ------------ |
| 1.                  | «Everything Is Embarrassing» (Twin Shadow Remix) | 4:53         |
| Общая длительность: | Общая длительность:                              | 4:53         |

| №                   | Название                                                  | Длительность |
| ------------------- | --------------------------------------------------------- | ------------ |
| 1.                  | «Everything Is Embarrassing» (Krystal Klear Remix)        | 6:13         |
| 2.                  | «Everything Is Embarrassing» (Krystal Klear Radio Edit)   | 3:37         |
| 3.                  | «Everything Is Embarrassing» (Krystal Klear Instrumental) | 3:37         |
| Общая длительность: | Общая длительность:                                       | 13:27        |

## Кавер-версии
6 августа 2021 года британский певец Уилл Янг выпустил кавер-альбом «Crying on the Bathroom Floor», в который вошла его интерпретация на песню Феррейры.
14 декабря 2022 года американская исполнительница Лоло Зуай исполнила «Everything Is Embarrassing» на ютуб-канале Waxx.

## В качестве саундтрека
«Everything Is Embarrassing» появляется в нескольких сериалах в качестве саундтрека:
«Месть» (2012), режиссер Майк Келли: ремикс-версия от Twin Shadow звучит во 2 сезоне 19 серии.
«Гастролёры» (2016), режиссер Кэмерон Кроу: песня звучит в 1 сезоне 6 серии.
«Особенный» (2021), режиссеры Анна Докоза, Крэйг Джонсон: песня звучит во 2 сезоне 5 серии.